# Marah Rabah
Marah Rabah (àrab: مراح رباح, Marāḥ Rabāḥ) és una vila de la governació de Betlem, al centre de Cisjordània, situada 12 kilòmetres al sud de Betlem. Segons l'Oficina Central d'Estadístiques de Palestina (PCBS), tenia 1.661 habitants en 2016. L'assistència sanitària primària s'obté a Tuqu', on el Ministeri de Salut designa les instal·lacions sanitàries com a nivell 2.
En el cens de 1931 la població de Marah Rabah era comptada amb la de Beit Fajjar, Marah Ma'alla i Umm Salamuna. La població total era de 1.043 musulmans que vivien en 258 cases.